# Sylvain Booene
Sylvain Booene (Tahití, 31 de enero de 1968) es un exfutbolista de Polinesia Francesa que jugaba en la posición de Defensa.

## Carrera

### Club
| Periodo   | Club            |
| --------- | --------------- |
| 1996-2002 | AS Vénus        |
| 2002-2004 | AS Tiare Tahiti |

### Selección nacional
Jugó para Tahití en 23 ocasiones de 1997 a 2003 y anotó un gol; el cual fue en la victoria por 3-2 sobre Islas Salomón en la Copa de las Naciones de la OFC 2002.

## Logros
- Primera División de Tahití (5): 1997, 1998, 1999, 2000, 2002
- Copa de Tahití (2): 1998, 1999
- Supercopa de Tahití (1): 1999
- Copa TOM (5): 1997, 1998, 1999, 2000, 2002
- Copa de Campeones de Ultramar (1): 1999